# Africando Vol. 1 : Trovador
Albums de Africando
Africando Vol. 2 : Tierra Traditional
(1994)
Africando Vol. 1 : Trovador est un premier album du groupe Africando sorti en 1993.

## Liste des Titres
| No  | Titre                | Auteur          | Durée |
| --- | -------------------- | --------------- | ----- |
| 1.  | Doley Mbolo          | Nicolas Menheim | 5:48  |
| 2.  | Lakh Bi              | Pape Seck       | 4:01  |
| 3.  | Trovador             | Ronnie Baro     | 4:59  |
| 4.  | Medoune Khoule       | Africando       | 5:00  |
| 5.  | Gouye Gui            | Medoune Diallo  | 5:10  |
| 6.  | Fethial Sama Khol    | Medoune Diallo  | 4:33  |
| 7.  | Tierra Tradicional   | Nicolas Menheim | 4:15  |
| 8.  | Mathiaky             | Pape Seck       | 4:44  |
| 9.  | Africando            | Africando       | 5:27  |
| 10. | Ken Moussoul Guis Li | Medoune Diallo  | 4:36  |

## Musiciens ayant participé à cet album

### Chanteur d'Africando
- Pape Seck
- Nicolas Menheim
- Medoune Diallo
- Ronnie Baro